# Подбрезовица
Подбрезовица је насељено место у саставу општине Ђурманец у Крапинско-загорској жупанији, Хрватска. До територијалне реорганизације у Хрватској налазила се у саставу старе општине Крапина.

## Становништво
На попису становништва 2011. године, Подбрезовица је имала 279 становника.

## Попис1991.
На попису становништва 1991. године, насељено место Подбрезовица је имало 319 становника, следећег националног састава:
| Попис 1991.‍  | Попис 1991.‍  | Попис 1991.‍ | Попис 1991.‍ | Попис 1991.‍ |
| ------------ | ------------ | ----------- | ----------- | ----------- |
|              |              |             |             |             |
| Хрвати       | Хрвати       |             | 314         | 98,43%      |
| Словенци     | Словенци     |             | 3           | 0,94%       |
| регион. опр. | регион. опр. |             | 1           | 0,31%       |
| непознато    | непознато    |             | 1           | 0,31%       |
| укупно: 319  |              |             |             |             |